# Roswellia vitrala
Roswellia vitrala är en fjärilsart som beskrevs av William James Kaye 1918. Roswellia vitrala ingår i släktet Roswellia och familjen praktfjärilar. Inga underarter finns listade.